# The Girl and Her Trust
The Girl and Her Trust é um filme mudo norte-americano de curta-metragem, dirigido em 1912 por D. W. Griffith e produzido pela companhia cinematográfica Biograph Company.

## Elenco
- Dorothy Bernard
- Wilfred Lucas
- Alfred Paget
- Charles Gorman
- Charles H. West
- Charles Hill Mailes (Charles H. Mailes)
- Anthony O’Sullivan
- Robert Harron